# コルネリウス・アウエハント
コルネリウス・アウエハント（1920年11月10日 － 1996年9月5日）は、スイスの文化人類学者。チューリッヒ大学教授。

## 経歴
1920年、オランダのライデンで生まれた。ライデン大学でJ・P・B・デ＝ヨセリン＝デ＝ヨングに師事し、文化人類学を学んだ。
1951年にライデン国立民族学博物館の館員となった。1956年から1957年の1年間、日本に研究留学して柳田國男の民俗学研究所で鯰絵の研究をおこなった。1965年から1966年には2回目の日本での研究滞在をしており、沖縄の波照間島で氏子組織や親族組織の研究をおこなった。1968年にチューリッヒ大学日本語・日本文化学科の教授となった。1975年から1976年に柳田國男生誕百年記念国際シンポジウムに参加するため来日し、沖縄本島と波照間島で自身3度目となる日本調査を行った。
1996年にオランダ北ホラント州ハイロープで死去。

## 家族・親族
- 妻：静子･アウエハントは『HATERUMA 波照間』の監修者[1]。

## 著作
邦訳された著書
- 『鯰絵 民俗的想像力の世界』小松和彦・中沢新一・飯島吉晴・古家信平訳, せりか書房 1979
  - 岩波文庫 2013
- 『HATERUMA 波照間　南琉球の島嶼文化における社会　宗教的諸相』比嘉政夫・静子･アウエハント監修, 中鉢良護訳, 榕樹書林 2004[2][3]